# Камфорт (Тексас)
Камфорт (енгл. Comfort) насељено је место без административног статуса у америчкој савезној држави Тексас.

## Демографија
По попису из 2010. године број становника је 2.363, што је 5 (0,2%) становника више него 2000. године.
| Група             | 2000.         | 2010.         |
| Белци             | 1.263 (53,6%) | 1.039 (44,0%) |
| Афроамериканци    | 12 (0,5%)     | 14 (0,6%)     |
| Азијати           | 3 (0,1%)      | 4 (0,2%)      |
| Хиспаноамериканци | 1.061 (45,0%) | 1.286 (54,4%) |
| Укупно            | 2.358         | 2.363         |